# Koreańska Partia Socjaldemokratyczna
Koreańska Partia Socjaldemokratyczna (kor. 조선사회민주당, Chosŏn Sahoeminjudang)(w latach 1945–1981 Demokratyczna Partia Korei (Chosŏn Minjudang) od 1981 po obecną nazwą) – socjaldemokratyczna jednolitofrontowa partia działająca w KRLD, jedno z trzech istniejących ugrupowań politycznych w kraju, działające we Froncie Ojczyźnianym.

## Historia
Partia została założona 3 listopada 1945 r. jako Demokratyczna Partia Korei (Chosŏn Minjudang) przez Cho Man-sika. Jej pierwszy zjazd odbył się w lutym 1946 r. Partia skupiała drobnych handlarzy i przedsiębiorców, rzemieślników i chłopów, odwoływała się również do poparcia chrześcijan. Jej oficjalnym celem było dążenie do demokracji w wyzwolonym spod japońskiej okupacji kraju oraz spokojne i systematyczne przechodzenie do socjalizmu i komunizmu, de facto miała spełniać rolę parawanu dla dążeń koreańskich komunistów. Wraz z Partią Pracy Korei – odpowiedniczką WKP(b) – znalazła się we Froncie Narodowym skupiającym też religijną Partię Czeondoistyczną. W styczniu 1981 r. koreańscy "demokraci" zmienili nazwę na Koreańską Partię Socjaldemokratyczną pozostając częścią Frontu Narodowego. Obecnie są reprezentowani w parlamencie, radach terenowych, rządzie KRLD oraz Prezydium Najwyższego Zgromadzenia Ludowego (Radzie Państwa). 

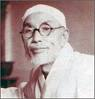
Pierwszy przewodniczący Partii Demokratycznej Korei Cho Man-sik

Obecnym przewodniczącym ugrupowania (szefem CK) jest Kim Yong-dae, który pełni jednocześnie obowiązki wiceprzewodniczącego Prezydium Najwyższego Zgromadzenia Ludowego oraz przewodniczącego Narodowej Rady Pojednania (z Koreą Południową). Partia wydaje pismo "Choson-Sahoe-Minjudang". W 2002 r. liczyła ok. 30 tys. członków. Jest reprezentowana przez 51 posłów w Najwyższym Zgromadzeniu Ludowym, co stanowi ok. 7% jego członków (dla porównania: Partia Pracy Korei posiada 87,5% mandatów). 

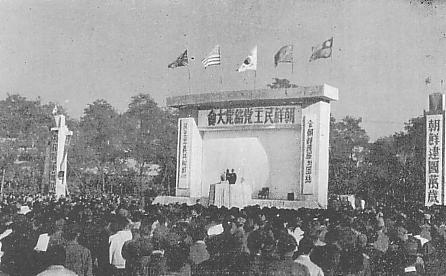
Początek konwencji demokratów 3 listopada 1945

W latach 80. XX wieku partia utrzymywała kontakty międzynarodowe, m.in. z Partią Demokratyczną Wietnamu i Chińską Ligą Demokratyczną, a także z polskim Stronnictwem Demokratycznym, Liberalno-Demokratyczną Partią Niemiec i Czechosłowacką Partią Socjalistyczną.